# Стрибелі

Родинний герб Стрибелів

Стрибелі, Стрибилі (пол. Strybel, Strybił, Strybyl) гербу Три Щити  — стародавній руський шляхетський рід, яким належали землі на території Київського воєводства. 
Родоначальник Голенка Воронич (бл. 1420 — ?)

## Представники
- Івашко
  - N?
    - Стецько — успадкував частину маєтку Пилиповичі. Родоначальник гілки Пилиповичів (Філіповичів).
      - Микола

  - Ян (також Іван) — зем'янин. Дружина Овдотья Івашківна Воронянка молодша (пол. — Owdotyja Woronianka młodsza). Успадкував від батька Кам'яний Брід та частину Пилиповичі. Придбав у родини Корчовських Студену Воду та Старосільці, також володів маєтком Тебенинці та Булгаки (з 1581 року).   
    - Богдан (пом. 1605) — спадкоємець Пиливовичі, частини Кам'яного Броду, у жовтні 1586 року придбав Левків у троюрідного брата Миколи Воронича. Також власник Іванківа, Плоски, Торчина, Борщіва, Кичкира (з 1545 р.), Глиниці, Вирлоок, Ходори, Заріччя, Чебенщизна, Войсище.
      - Павло — власник с. Жаболовка та м. Торчин. Дружина Магдалена Семенівна Бутович (пол. — Magdalena Butowicz).
        - Стефан — по смерті батька його опікунами стали Філон та Петро. Успадкував Вирлоок, Кичкирі та від дядька Петра — Воропаїв.
        - Миколай — по смерті батька успадкував землі
        - Анна
        - Софія
        - Єфросинія[1]

      - Філон (також Пилип) (пом. 1634) — гродський Київський (1595), підчаший (1609). Дружина — сестра Яна Зубра, Маруша Єльцовна (пол. — Marusza Jelcowna). По смерті брата Остафія став опікуном племінників Абрама та Михайла. Мав маєток у Березовиці. 
        - Іван — дружина Барбара Соколовська (пол. — Barbara z Sokolowa). По смерті чоловіка, вдруге вийшла заміж за Абрама Стрибеля. 
          - Катерина — чоловік Ян Ярмолінський.[2]

        - Христина — чоловік Павло Бутович (пол. — Paweł Butowicz).

      - Федір (пом. 1609)
        - Іван — успадкував Буйгаки та Камінний Брод.

      - Данило (пом. після 1630) — київський підчаший, власник містечка Вирлоок, Пилиповичі та Борщів.[3] Добував поташ на продаж на своїх землях. 
        - Миколай (пом. 1634) — убитий у місті Чуднові, похований у церкві в Пилиповичах.
        - Стефан — після смерті брата успадкував усі землі. Від дядька Петра успадкував Торчин.

      - Петро (пом. 1636-38) — войський Київський. Успадкував містечко Студена Вода, яким володів до 1628 року, власник Городища, Торчина, Щенієва (також Забріддя), придбав  Воропаїв у Тиша-Биковських.[4] Дружина Тіна Феодора Прошчеківна Долотецька (пол. — Tina Fedora Proszczekówna Dołotecka).
      - Остафій (пом. 1624) — успадкував маєток Ловков та Іванків, власник Ходори. [5]
        - Абрам (пом. 24.12.1651) — власник містечок Смоловка та частини Ловкова, також мав частку на села Калинівка, Булгаки, Кам’яний Брід. Дружина Барбара Соколовська (пол. — Barbara z Sokolowa). Проживав з родиною у Ловкові, поховали його в місцевій церкві.
        - Михайло — власник Іванкова, частини Ловкова.
          - Анна

      - Богдан (пом. 1609-1628)
      - Марія —  бл. 1590 року у шлюбі з Яном Зубром. Власники маєтку Старосільці.[6]
      - Катаржина (Катерина)